# Chapelle de Lurzine
La chapelle de Lurzine sont des vestiges d'un prieuré bénédictin du XIIe siècle. Ils ont été inscrits au titre des monuments historiques par arrêté du 24 décembre 1925.

## Localisation
Les vestiges de ce prieuré bénédictin se trouvent au chemin des Lurzines, sur la route D669 (route de Bourg) entre Saint-André-de-Cubzac et Prignac-et-Marcamps, sur le territoire de cette dernière commune.

## Historique
Il ne reste que des vestiges de la chapelle de cet ancien prieuré bénédictin. L'édifice date du XIIe siècle. 
La tradition populaire affirme que l'emplacement de la chapelle était, autrefois, un temple romain, dédié à Lucine, déesse romaine de la lumière. Malheureusement pour la légende, aucune trace archéologique d'une quelconque structure romaine n'a été trouvée dans le voisinage. 
Dans les archives on trouve seulement que : Le lundi de pentecôte 1281, le prieuré de Lurzine est acheté par l'abbé de La Couronne et rattaché à Notre-Dame de Bellegarde de la paroisse voisine de Lanzac. Il dépend de l'abbaye bénédictine de Mesdion, au diocèse de Saintes.
La chapelle était dédiée à saint Luc et une statue en bois de ce saint, qui ornait autrefois ses autels a été transférée d'abord à l'église Saint-Pierre de Marcamps, puis, au milieu du XIXe siècle, à l'église Saint-Michel de Prignac.

## Description des ruines
|  |

| - Carte-postale circa 1900 |

Aujourd'hui la face latérale sud est tombée. La face nord, une partie de l'abside et une partie de la façade ouest sont encore debout, mais cachées par la végétation. 
Le plan de la chapelle a la forme d'un parallélogramme, dont l'extrémité est se termine à l'intérieur par une ligne demi-circulaire, et à l'extérieur par une ligne polygonale de huit côtés. Il n'y avait pas de transept. Les dimensions intérieures sont de 20 m sur 5 m. Le chœur a 5,5 m de profondeur. Les murs ont une épaisseur de plus de 1 m.
Des colonnes engagées décorent les angles de l'abside ; leurs chapiteaux sont ornés de zigzags et entrelacs. Trois fenêtres en plein cintre, de 1 m de hauteur sur 30 cm de largeur, éclairaient ce sanctuaire.
Quatre contre-forts soutiennent la face latérale et la divisent en trois compartiments d'inégales dimensions. Le plus rapproché du chœur est de 5,4 m, les deux autres sont de 4,5 m. Celui du milieu présente une décoration particulière. Il semble qu'il s'élevait à une hauteur supérieure au reste de l'édifice. Deux colonnettes supportent un arc légèrement ogival ; une porte s'ouvrait dans cette partie et conduisait dans une chapelle secondaire, adossée extérieurement au bâtiment.
Un escalier qui conduisait à un clocher s'élevait dans l'angle nord-est.
La façade occidentale
La porte, dont l'arc en plein-cintre, est décorée de pointes. Des retombées de l'arc partent de chaque côté en un cordon horizontal, sur lequel s’appuyaient, de chaque côté de la porte, trois petites colonnettes reliées par deux petits arcs cintrés.
Un deuxième cordon, soutenue par des modillons non-figurés, et sur le milieu duquel repose une étroite fenêtre, qui marque le troisième étage de la façade.
L'intérieur de la chapelle
Aux contreforts extérieurs correspondent, en partant du chœur : un pilastre ; deux pilastres d'inégales dimensions ; une colonne engagée. On peut voir, sur la face ouest, la courbure de la voûte qui recouvrait tout le bâtiment, c'est une tendance à l'ogive, qui indique une construction datant de la fin du XIIe siècle quand le plein-cintre dominait et l'ogive se montrait timidement.